# Mark Cuban
Mark Cuban (Pittsburgh, 31 luglio 1958) è un imprenditore statunitense.
È un famoso miliardario nonché presidente dei Dallas Mavericks, squadra di basket della NBA rilevata nel gennaio del 2000. È anche il presidente di HDNet, una rete televisiva di carattere generale degli Stati Uniti che trasmette in alta definizione, e del canale via cavo HDTV.

## Biografia
Mark Cuban (il vero cognome della sua famiglia era Chabenisky, poi ridotto a Cuban quando i suoi nonni si trasferirono dalla Russia in America) è nato a Pittsburgh, in Pennsylvania, nel 1958 ed è cresciuto nel sobborgo di Mount Lebanon in una famiglia della classe operaia ebrea. Suo padre, Norton, era un tappezziere per auto, sua madre Shirley era di origini rumene. Il primo approccio con il mondo dell'imprenditoria lo compie all'età di 12 anni quando, per comprarsi un paio di scarpe da basket, inizia a vendere sacchi della spazzatura. A 16 anni approfitta di uno sciopero al Pittsburgh Post-Gazette per comprare giornali a Cleveland e venderli a Pittsburgh.
Durante gli studi si è sempre indaffarato come barista, promoter, insegnante di ballo e vendendo francobolli. Dopo un anno presso l'Università di Pittsburgh, si iscrive all'Università dell'Indiana di Bloomington e si laurea nel 1981 in Business Administration. La scelta dell'università è stata fatta perché rientrava tra le 10 università meno care degli Stati Uniti. Durante il college compra un bar e, a detta di Wayne Winston, suo professore universitario, lo trasforma nel «miglior bar della città. Non penso di aver avuto prima uno studente che apre un business durante gli studi».
Terminati gli studi si trasferisce a Dallas, in Texas, dove trova lavoro come venditore per Your Business Software. Successivamente fonda la MicroSolution, azienda che vende software, per poi rivenderla nel 1990 per 6 milioni di dollari. Nel 1998 inizia a finanziare Audionet, fondata nel 1995 dal compagno di college Todd Wagner, trasformandola in Broadcast.com. L'anno successivo Broadcast.com viene venduta a Yahoo! per 5,7 miliardi di dollari. Nel 2000, comprando la maggioranza dei pacchetti azionari con $285 milioni da Ross Perot Jr, diventa il proprietario della squadra NBA Dallas Mavericks. Successivamente Cuban inizia ad investire in diversi settori per evitare di esporsi troppo alla crisi dei mercati. Nel 2017 Forbes lo inserisce al 564º posto nella lista degli uomini più ricchi del mondo, con un patrimonio di $3,3 miliardi.

## Nella cultura di massa
- È stato sostenitore durante l'elezioni presidenziali americane del 2016 di Hillary Clinton.
- È apparso nella ottava puntata della ventesima stagione dei Simpson nell'episodio "Come nascono i Burns e come nascono le api" (The Burns and the Bees).
- È apparso nella terza puntata della quarta stagione della serie televisiva The League.
- È apparso nella quinta puntata della prima stagione della serie televisiva Cristela.
- È apparso nella dodicesima puntata della nona stagione della serie American Dad!.
- Ha interpretato il presidente degli Stati Uniti in Sharknado 3.
- È apparso in 5 episodi della serie Billions.
- È apparso nella quinta puntata della seconda stagione della serie Fast N' Loud.
- È apparso nell'ottavo episodio della settima stagione di Brooklyn Nine-Nine.
- È apparso nella dodicesima puntata della sesta stagione di Grace and Frankie.
- È apparso nella prima puntata della seconda stagione di The Rookie.